# 우치고역
우치고역(일본어: 内郷駅, うちごうえき)은 일본 후쿠시마현 이와키시에 있는 동일본 여객철도의 철도역이다.

## 역 구조
상대식 2면 2선 구조의 지상역이다. 양 승강장은 과선교로 이어져 있다.
역 업무는 JR 미토 철도 서비스가 대신 하고 있다. 초록 창구는 오전 6시부터 오후 8시까지 영업하며, 개찰구에서 스이카 및 제휴 교통카드의 사용이 가능하다.

### 승강장
| 1 | ■ 조반선 | 히타치 · 미토 방면     |
| 2 | ■ 조반선 | 이와키 · 도미오카 방면 |

## 역세권 정보
- 국도 제6호선
- 국도 제49호선

## 역사
- 1897년 2월 25일 ― 닛폰 철도의 역으로 개업했다. 당시 역이름은 "쓰즈라" (綴, つづら))였다.
- 1906년 11월 1일 ― 국유화에 따라 일본국유철도의 소속이 되었다.
- 1956년 12월 20일 ― 지금의 "우치고"로 역이름이 바뀌었다.
- 1987년 4월 1일 ― 민영화에 따라 동일본 여객철도의 소속이 되었다.

## 인접역
| 동일본 여객철도 조반선 | 동일본 여객철도 조반선 | 동일본 여객철도 조반선 |
| ---------------------- | ---------------------- | ---------------------- |
| 유모토 미토 방면       | ■ 조반선               | 이와키 방면            |